# Tom Judson

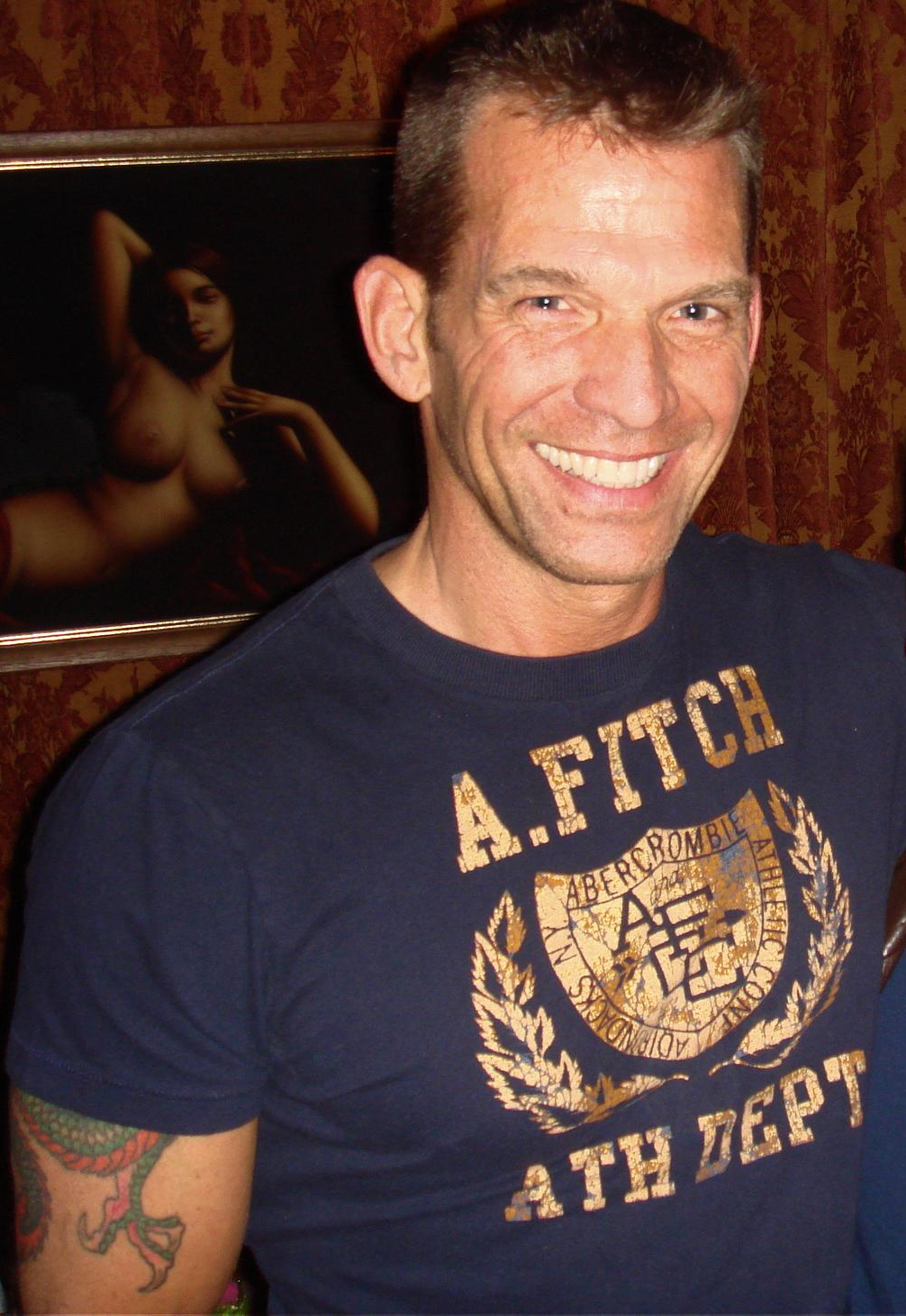
Tom Judson, 2015

Tom Judson (* 14. November 1960 in Goshen Town, New York) ist ein US-amerikanischer Schauspieler, Komponist und Pornodarsteller.

## Leben
Judson ist als Theaterschauspieler in Musicals sowie als Komponist in den Vereinigten Staaten tätig. Er spielte unter anderem in Theaterstücken wie 42nd Street und Cabaret und komponierte Musikstücke bzw. den Score für Filme wie Metropolitan und Good Money and The Incredibly True Adventure of Two Girls in Love. Zeitweilig war er unter dem Pseudonym  Gus Mattox als Pornodarsteller tätig und erhielt bedeutende Preise der US-amerikanischen Pornoindustrie.

## Filmografie (Auswahl)
Als Darsteller
- 2007: Starrbooty: Reloaded
- 2006: Big Rig
- 2004: Bolt
- 2005: Bootstrap
- 1999: Brooklyn Meat Company
- 2003: FiveStar

Als Komponist
- 1990: Metropolitan – Verdammt, bourgeois, verliebt (Metropolitan)
- 1994: Grief

## Preise und Auszeichnungen (Auswahl)
- GayVN Awards als Darsteller des Jahres